# Xã hội học chính trị
Xã hội học chính trị quan tâm đến việc phân tích xã hội học về các hiện tượng chính trị từ Nhà nước và xã hội dân sự đến gia đình, điều tra các chủ đề như quyền công dân, phong trào xã hội và các nguồn sức mạnh xã hội. Nguồn gốc của ngành học này thường được bắt nguồn từ những nhà tư tưởng như Montesquieu, Smith và Ferguson, sau đó là những người sáng lập xã hội học - Karl Marx, Emile Durkheim và Max Weber - và cuối cùng là những nhà lý luận đương thời như Gellner, Anthony Giddens, Jurgen Habermas và Michael Mann. Trường hợp một câu hỏi nghiên cứu điển hình trong xã hội học chính trị có thể là "Tại sao rất ít công dân Mỹ hoặc châu Âu đi bỏ phiếu ?"  hoặc thậm chí, "Có gì khác biệt nếu phụ nữ được bầu cử", các nhà xã hội học chính trị bây giờ cũng hỏi, "Cơ thể là một nơi quyền lực như thế nào?", "Cảm xúc liên quan đến nghèo đói toàn cầu như thế nào?", và "Kiến thức tạo ra sự khác biệt gì cho nền dân chủ ?" 

## Phân chia truyền thống
Theo truyền thống, có bốn lĩnh vực nghiên cứu chính.
1. Sự hình thành chính trị xã hội của nhà nước hiện đại
2. Sự bất bình đẳng xã hội giữa các nhóm (giai cấp, chủng tộc, giới tính) ảnh hưởng đến chính trị [6]
3. Dư luận, ý thức hệ, tính cách, phong trào xã hội và xu hướng bên ngoài các thể chế chính trị của quyền lực chính trị ảnh hưởng đến chính trị chính thức như thế nào
4. Mối quan hệ quyền lực trong và giữa các nhóm xã hội (ví dụ: gia đình, nơi làm việc, quan liêu, truyền thông) [7]

Nói cách khác, xã hội học chính trị theo truyền thống quan tâm đến việc các xu hướng xã hội, động lực và cấu trúc thống trị ảnh hưởng đến các quá trình chính trị chính thức, cũng như khám phá cách các lực lượng xã hội làm việc cùng nhau để thay đổi chính sách chính trị.  Từ quan điểm này, chúng ta có thể xác định ba khung lý thuyết chính: đa nguyên, lý thuyết ưu tú hoặc quản lý và phân tích giai cấp, trùng lặp với phân tích của chủ nghĩa Mác. Đa nguyên xem chính trị chủ yếu là một cuộc thi giữa các nhóm lợi ích cạnh tranh. Lý thuyết ưu tú hoặc quản lý đôi khi được gọi là một cách tiếp cận tập trung vào nhà nước. Nó giải thích những gì nhà nước làm bằng cách xem xét các ràng buộc từ cơ cấu tổ chức, các nhà quản lý nhà nước bán tự trị và các lợi ích phát sinh từ nhà nước như một tổ chức tập trung quyền lực duy nhất. Một đại diện hàng đầu của thuyết này là Theda Skocpol. Phân tích lý thuyết giai cấp xã hội nhấn mạnh sức mạnh chính trị của giới tinh hoa tư bản. Nó có thể được chia thành hai phần: một là cách tiếp cận "cơ cấu quyền lực" hoặc "công cụ", trong khi phần khác là phương pháp cấu trúc. Cách tiếp cận cấu trúc quyền lực tập trung vào câu hỏi ai là người cai trị và đại diện nổi tiếng nhất của nó là G. William Domhoff. Cách tiếp cận cấu trúc nhấn mạnh cách vận hành của nền kinh tế tư bản; chỉ cho phép và khuyến khích nhà nước làm một số việc chứ không làm các việc khác (Nicos Poulantzas, Bob Jessop).